# Caso GameStop
O chamado caso GameStop foi uma liquidação forçada de posições curtas (em inglês, "short squeeze", literalmente "aperto curto") da GameStop, um varejista de videogames, e de vários outros títulos negociados em várias bolsas de valores, ocorrida em janeiro de 2021. O short squeeze  aumentou o preço das ações da revendedora em quase 190 vezes a partir de sua baixa recorde, atingindo uma alta de quase US$500 por ação em 28 de janeiro de 2021 e causando grandes perdas para os vendedores a descoberto. Aproximadamente 140% das ações da GameStop foram vendidas a descoberto e a corrida para comprar ações para cobrir essas posições apenas elevou o preço. A liquidação forçada foi principalmente desencadeada por usuários ("redditors") do fórum r/wallstreetbets no Reddit, principalmente por meio de aplicativos de negociação sem comissão, como o Robinhood.
Em 28 de janeiro, Robinhood suspendeu a compra da GameStop e outros títulos, atraindo críticas e acusações de manipulação de mercado de vários políticos e empresários, incluindo o senador Ted Cruz, a deputada Alexandria Ocasio-Cortez, o empresário Donald Trump Jr. e o CEO da Tesla, Elon Musk, entre outros. Ações coletivas também foram movidas contra a Robinhood no Distrito Sul de Nova York e Distrito Norte de Illinois.

## Antecedentes

### Venda a descoberto
A venda a descoberto é uma prática financeira na qual um investidor, conhecido como vendedor a descoberto (short-seller), toma ações emprestadas e as vende imediatamente, na esperança de poder comprá-las de volta ("cobertura") mais tarde a um preço mais baixo, devolvê-las ao credor e lucrar a partir da diferença. A prática acarreta um risco infinito de perdas, em contraste com a negociação normal de ações, que pode levar a uma perda potencial apenas do investimento inicial. Por exemplo, se o vendedor a descoberto toma emprestado ações a $20 e depois cobre a $50 (as ações subiram 150%), ele teria perdido $30 por ação.
Escalando preços ao "aperto" (squeeze), aproximadamente 140% do float de ações da GameStop foram vendidas a descoberto. Os observadores reunidos em torno do subreddit r/WallStreetBets acreditavam que a empresa estava sendo significativamente subvalorizada e, com uma quantidade tão alta de ações vendidas, eles poderiam desencadear um short squeeze, a liquidação forçada das posições curtas, elevando o preço tão alto quanto queriam e forçando as empresas de vendas a descoberto a comprar o estoque com uma perda tremenda.

### GameStop

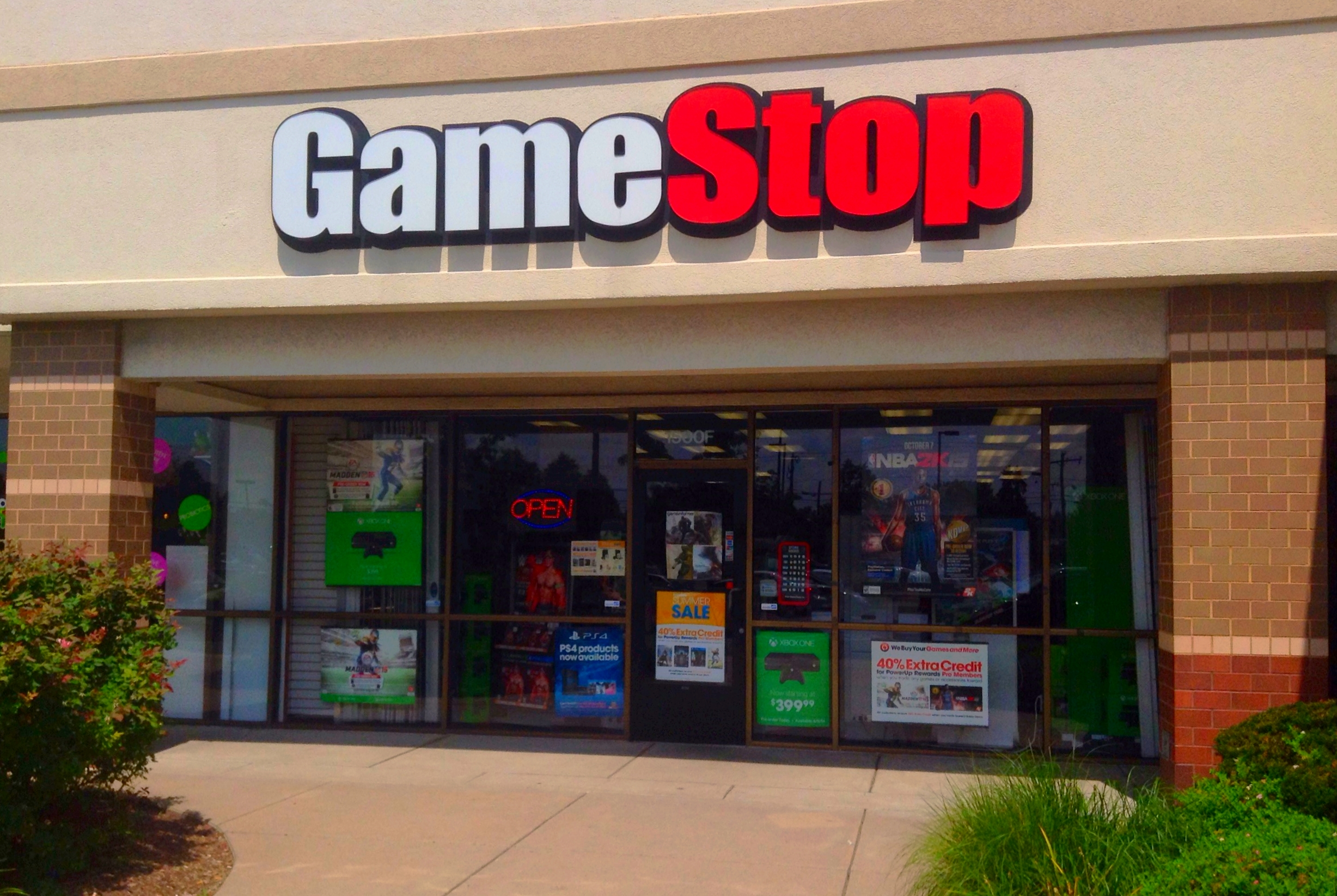
Uma loja GameStop em 2014

GameStop, uma cadeia americana de lojas físicas de jogos de videogame, tem passado dificuldades nos últimos anos devido à concorrência de distribuição digital de serviços, bem como os efeitos econômicos dos confinamentos da COVID-19, o que diminuiu o número de clientes que compram em pessoa. Como resultado, o preço das ações da GameStop caiu, levando muitos investidores institucionais a vender a descoberto as ações. No entanto, em setembro de 2020, Ryan Cohen (o ex-CEO da varejista on-line de alimentos para animais de estimação Chewy) revelou um investimento significativo na GameStop e ingressou no conselho da empresa, levando muitos a acreditar que as ações estavam subvalorizadas.

### Possíveis causas
Durante a pandemia COVID-19, a maioria das pessoas ficou em casa e teve mais tempo para gastar, com os gastos do consumidor sendo drasticamente reduzidos. Havia mais dinheiro nas mãos dos investidores como resultado das taxas de juros historicamente baixas e da incapacidade de gastar seu dinheiro em outro lugar. Outros fatores sugeridos incluem uma cultura de fazer apostas maciças no mercado de ações, na esperança de ganhar dinheiro rapidamente, e a raiva de alguns investidores em relação aos fundos de cobertura da Wall Street por seu papel na crise financeira de 2007-2008.  

## Linha do tempo
| Dia         | Preço (USD) |
| ----------- | ----------- |
| Janeiro 20  | 39.12       |
| Janeiro 21  | 43.03       |
| Janeiro 22  | 65.01       |
| Janeiro 25  | 76.79       |
| Janeiro 26  | 147.98      |
| Janeiro 27  | 347.51      |
| Janeiro 28  | 193.60      |
| Janeiro 29  | 325.00      |
| Fevereiro 1 | 225.00      |
| Fonte: NYSE |             |

Em janeiro de 2021, os redditors da r/wallstreetbets iniciaram um short squeeze no GameStop, elevando significativamente os preços das ações. Isso ocorreu logo após um comentário da Citron Research prevendo que o valor das ações diminuiria. O preço das ações subiu mais de 680% até 26 de janeiro e sua alta volatilidade fez com que as negociações fossem interrompidas várias vezes. Além do short squeeze, o aumento resultante no volume de opções desencadeou um "gamma squeeze" como resultado da necessidade de os formadores de mercado comprarem ações para cobrir sua exposição cada vez maior de posições curtas.
Depois que as ações da GameStop fecharam em alta de 92,7% em 26 de janeiro de 2021, o magnata Elon Musk tuitou "Gamestonk!!" junto com um link para o subreddit r/ wallstreetbets. Desde 28 de janeiro de  2021, o preço intradiário mais alto de todos os tempos para a GameStop, excluindo negociação em horário estendido, é de US $483,00 (quase 190 vezes a mínima recorde de US $2,57).
Em 27 de janeiro de 2021, r/wallstreetbets desencadeou um short squeeze da AMC Theatres (AMC), uma empresa em uma posição semelhante à GameStop. O valor da AMC Networks (AMCX) também aumentou significativamente, o que se acreditou ter acontecido porque o nome da ação era semelhante ao da AMC. Interrupções e restrições que limitam o comércio foram relatadas em várias corretoras, como Charles Schwab Corporation, sua subsidiária, TD Ameritrade e Robinhood. De acordo com a Bloomberg, os volumes de negócios dos EUA em 27 de janeiro (em termos de contagem de ações) excederam o pico estabelecido em outubro de 2008 durante a crise financeira e foi o terceiro maior em termos de dólares nos últimos 13 anos.
Em 28 de janeiro de 2021, as ações da GameStop abriram em alta no pré-mercado, atingindo uma alta de quase US $500 por ação. No entanto, Robinhood retirou da lista GameStop, AMC, BlackBerry, Nokia e outras ações voláteis de sua plataforma de negociação; os negociantes não podiam mais abrir novas posições nas ações, embora ainda pudessem fechá-las. Outras exchanges logo seguiram o exemplo. Muitos comerciantes ficaram furiosos e pediram ações judiciais coletivas em vários posts populares do Reddit. Após o fechamento dos mercados, a Robinhood anunciou que começaria a permitir "compras limitadas" dos títulos afetados a partir do dia seguinte, embora não estivesse claro o que "compras limitadas" significavam. Anthony Denier, o CEO da Webull, afirmou que o aumento dos requisitos de garantias para sua câmara de compensação significava que o próprio Webull estava impedido de abrir novas posições.
A GME Resources, uma empresa de mineração australiana, viu suas ações aumentarem significativamente em valor em 28 de janeiro. Foi especulado que isso ocorreu como uma piada, dados os códigos de ativo ("ticker") idênticos. Plataformas de negociação como a Trading212 e eToro, com sede no Reino Unido, bloquearam as compras de GameStop e outras ações, enquanto continuavam a permitir as vendas. Webull suspendeu as ordens de compra de ações afetadas pela compressão e logo depois permitiu que as ordens continuassem.

## Ligação entre Robinhood e Citadel Securities
A Bloomberg relatou anteriormente que 40% das receitas da Robinhood foram derivadas da venda de pedidos de clientes a empresas como Citadel Securities e Two Sigma Securities. Como a Robinhood limitou a negociação de ações do GameStop, os usuários alegaram um conflito de interesses. A Citadel Securities declarou que não instruiu nenhuma corretora a suspender ou limitar a negociação.

## Impacto nos fundos de cobertura
Em 28 de janeiro de 2021, o Melvin Capital, um fundo de investimento que vendia a descoberto o GameStop, havia perdido 30% de seu valor desde o início do ano. Os fundos e empresas parceiras da Citadel LLC então investiram $2 bilhões, enquanto o investimento da Point72 Asset Management adicionou $ 750 milhões, para um investimento total de $ 2,75 bilhões, antes da Melvin Capital declarar à CNBC que eles cobriram (fecharam) sua posição em 26 de janeiro. O valor exato não foi divulgado. Consta que a Citron Research, outro fundo de cobertura, também vendeu as ações a descoberto e afirmou ter fechado a posição com 100% de perda. De acordo com o Morgan Stanley, vários fundos de cobertura cobriram suas posições vendidas e venderam ações de seu portfólio para reduzir a alavancagem e a exposição ao mercado, em algumas das maiores ações em 10 anos. Em 26 de janeiro de 2021, foi relatado que os vendedores a descoberto perderam um total de US $5,05 bilhões devido ao aperto.
As perdas com posições curtas em empresas americanas chegaram a US $70 bilhões. Os dados da Ortex mostraram que, em 27 de janeiro, havia posições curtas deficitárias em mais de 5.000 empresas americanas.

## Reações
A senadora Elizabeth Warren (D-MA) apontou os investidores e fundos de cobertura que estavam criticando a alta, dizendo que eles "trataram o mercado de ações como seu próprio cassino pessoal, enquanto todos os outros pagam o preço". Sentimentos semelhantes foram expressos pelo senador Ted Cruz (R-TX), representante Alexandria Ocasio-Cortez (D-NY), representante Rashida Tlaib (D-MI), representante Ted Lieu (D-CA), Donald Trump Jr., o âncora da CNN Jake Tapper, o apresentador da Fox Business Charles Payne, os comentaristas políticos conservadores Ben Shapiro e Rush Limbaugh, o investidor bilionário Mark Cuban, e o fundador do The Lincoln Project, Reed Galen. Alguns legisladores, como Alexandria Ocasio-Cortez, Ted Cruz e Ro Khanna também expressaram frustração com a Robinhood e outras decisões de fechar negociações individuais de GameStop, entre outras ações. Em uma entrevista à CNBC, o co-fundador do Reddit Alexis Ohanian comparou a aglomeração ao Occupy Wall Street, dizendo que "é uma chance para Joe e Jane America" (nomes de jargão para o cidadão comum) "—os compradores de varejo de ações— flexibilizarem e reagirem contra esses fundos de cobertura". Vários jornalistas também fizeram comparações com o movimento. O gerente de fundos de cobertura bilionário Leon Cooperman reclamou que é injusto sugerir que os ricos não pagam sua parte justa dos impostos.
A secretária de imprensa da Casa Branca, Jen Psaki, disse na quarta-feira que a secretária do Tesouro, Janet Yellen, e outros no governo Biden estavam monitorando a situação. A presidente da Câmara, Nancy Pelosi, disse que o Congresso analisará a situação. O senador Sherrod Brown (D-OH) anunciou que o Comitê Bancário do Senado realizaria uma audiência sobre a situação do mercado de ações e a suposta manipulação do mercado em torno do aperto de preços do GameStop. O representante Byron Donalds (R-FL) pediu ao Congresso que lançasse "uma investigação imediata sobre a Citadel, LLC e Robinhood". A representante Maxine Waters (D-CA) anunciou que convocará uma audiência no Comitê de Serviços Financeiros.
Vários meios de comunicação de todo o espectro político levantaram preocupações sobre o potencial conflito de interesses em relação a Yellen, porque ela recebeu $810.000 da Citadel após o final de seu mandato como presidente do Federal Reserve, bem como $7.000.000 no total de várias empresas.
Usuários descontentes abaixaram com avaliações negativas (review-bombing) as notas do aplicativo Robinhood na Google Play Store depois que ele interrompeu a negociação de títulos da GameStop, reduzindo suas avaliações para uma estrela.

### Processo
Um cliente da Robinhood entrou com uma ação coletiva contra a Robinhood por interromper a negociação no GameStop, alegando que a ação foi uma tentativa de "propositalmente e conscientemente manipular o mercado para o benefício de pessoas e instituições financeiras que não eram clientes da Robinhood". Alexander G. Cabeceiras, o advogado que ajuizou a ação, tuitou logo depois: "'A missão da Robinhood é democratizar as finanças para todos.' Isso simplesmente não é verdade."  A ação, movida no Tribunal Distrital dos Estados Unidos para o Distrito Sul de Nova York, busca o restabelecimento da negociação de $GME para a plataforma, bem como uma taxa de ação coletiva para os reclamantes, honorários advocatícios e indenizações punitivas.
Uma segunda ação coletiva foi movida no Distrito Norte de Illinois alegando que a decisão da empresa de interromper as negociações de BlackBerry, Nokia e AMC foi feita "para proteger o investimento institucional em detrimento dos clientes de varejo."